# Gaisberg (berg i Österrike, Steiermark)
Gaisberg är ett berg i Österrike.   Det ligger i distriktet Graz Stadt och förbundslandet Steiermark, i den östra delen av landet, 150 km sydväst om huvudstaden Wien. Toppen på Gaisberg är 453 meter över havet.
Terrängen runt Gaisberg är kuperad norrut, men söderut är den platt. Runt Gaisberg är det mycket tätbefolkat, med 1 692 invånare per kvadratkilometer.. Närmaste större samhälle är Graz, 5,0 km öster om Gaisberg.
Runt Gaisberg är det i huvudsak tätbebyggt.